# Vresse
Vresse is een dorp in de Belgische provincie Namen en een deelgemeente van Vresse-sur-Semois. Het dorp ligt aan de Semois en is het centrum van de fusiegemeente.

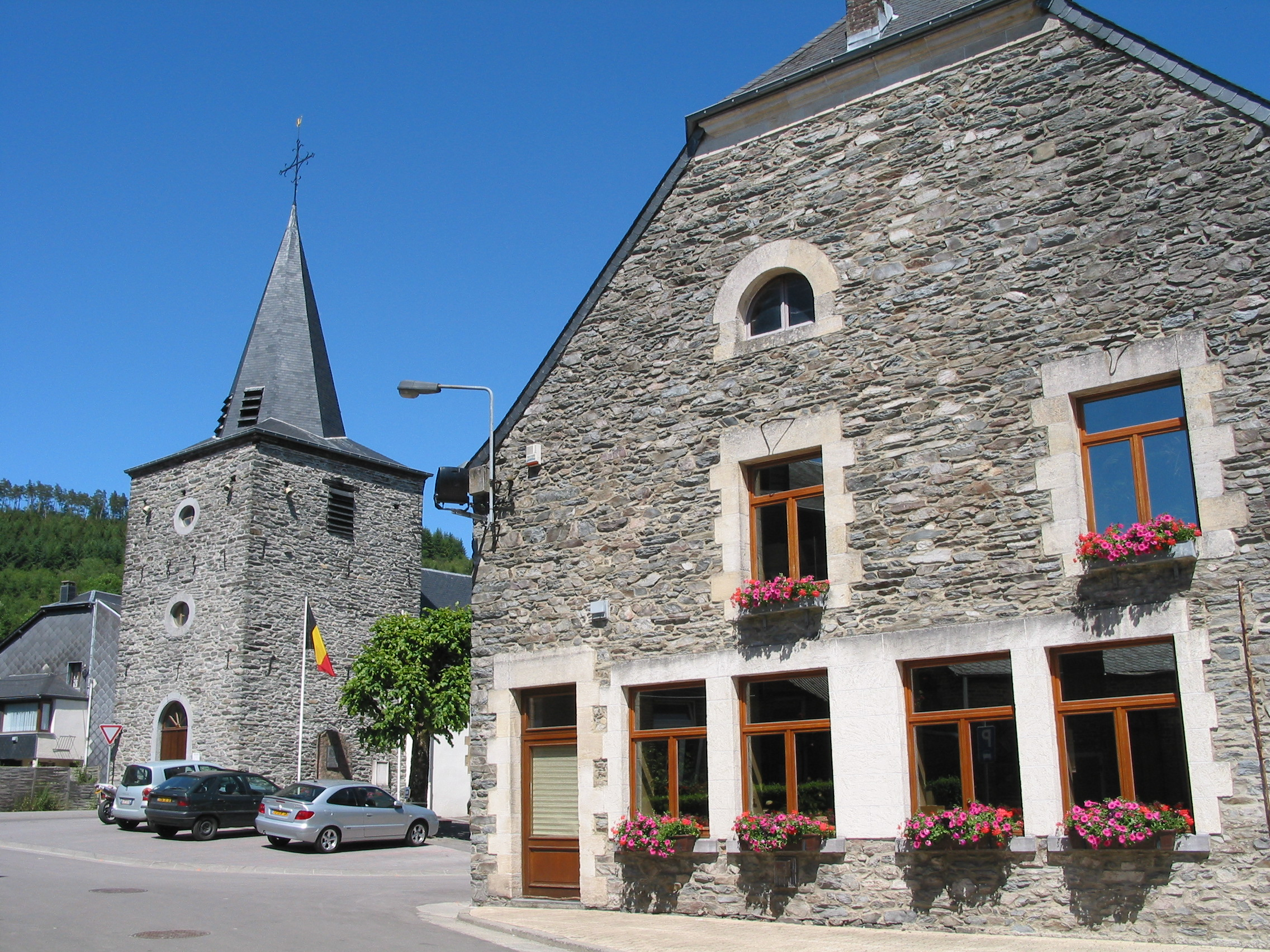
Centrum van Vresse, kerk en Manoir van de Heren van Vresse

## Bezienswaardigheden
- De Eglise Saint-Lambert uit 1768; de toren dateert uit 1837
- De Pont Saint-Lambert, een pittoreske stenen brug over een zijbeek van de Semois, dateert uit 1774
- La Glycine, een voormalig hotel, was een ontmoetingsplaats voor schrijvers en schilders, zoals Albert Raty, Marie Houwet en Jeanne Portenaert. Ook Jean Cocteau kwam hier soms. Het gebouw wordt thans als toeristenbureau en expositieruimte gebruikt.
- 17e-eeuws Manoir van de Prinsen van Löwenstein-Stolberg, Heren van Vresse.
- Locomotive Le Belge. Een replica uit 1980 van de eerste in België gebouwde locomotief.

Deelgemeenten: Alle · Bagimont · Bohan · Chairière · Laforêt · Membre · Mouzaive · Nafraiture · Orchimont · Pussemange · Sugny · Vresse

Overige kern: Hérisson

Belgische gemeenten · arrondissement Dinant · provincie Namen · Wallonië